# Suberina
La suberina és un polímer natural (biopolímer) produït per les parets d'algunes cèl·lules de les plantes. Com la cutina, està formada per àcids grassos hidròxids i epòxids units per enllaços èster. La diferència és que la suberina conté àcids dicarboxílics, una major quantitat de components de cadena llarga i una gran quantitat de compostos fenòlics com a part de la seva estructura.
La suberina té com a funció principal actuar com a barrera protectora entre les plantes i l'ambient extern. Representa fins a un 50% de la composició química de les parets de cèl·lules suberitzades. Algunes plantes tenen quantitats significatives de cèl·lules suberitzades, com l'escorça d'unes poques espècies d'arbres. El tipus que ens és més familiar és l'anomenat suro. A més, les cèl·lules suberitzades es poden trobar en altres teixits vegetals com l'epidermis i la hipodermis de l'arrel, l'endodermis, el teixit d'abscisió (la part on es desprenen les fulles) així com en la cicatrius i a la banda de Caspary de l'endodermis de l'arrel (on forma la barrera entre l'apoplast de l'escorça i el de l'estela).

## Composició dels monòmers
La suberina és, in situ, un polímer insoluble i la seva obtenció a partir de teixits suberitzats s'assoleix mitjançant reaccions de despolimerització. Aquesta despolimerització es realitza per qualsevol reacció que trenqui enllaços èster, com la hidròlisi i la hidrogenòlisi. La mescla resultant pot ser analitzada per cromatografia de gas acoblada a espectrometria de masses (GC-MS). El glicerol és un dels principals monòmers de la suberina (en algunes espècies), tant que pot arribar a representar fins al 26% del total de la barreja dels monòmers, però, els α-ω diàcids de cadena llarga i els α-ω hidroxiàcids de cadena llarga també són importants. A més la suberina presenta petites quantitats d'1-alcanols i 1-àcids alcanoics.

Fórmula desenvolupada del glicerol
Representació de la molècula del glicerol

Amb el que es coneix avui, s'ha proposat un model temptatiu sobre la composició macromolecular de la suberina. En aquest model, el polièster alifàtic de suberina correspon a la lamel·la de les parets cel·lulars de cèl·lules suberitzades. Els monòmers de cadena llarga estarien orientats al pla de la lamel·la amb les seves cadenes esteses. Els monòmers de suberina de cadena llarga tenen longituds de cadena de 16, 18 i 22 carbonis. Els 1-alcanols i les 1-àcids alcanoics, els quals no poden contribuir al creixement del biopolímer perquè només tenen un sol grup funcional, són presents en petites quantitats.
Malgrat la seva importància fisiològica, la seva biosíntesi i deposició continuen sent un enigma. No obstant això, s'ha proposat un model, basat en el gènere Arabidopsis per a aquests dos fenòmens fisiològics.

## Aplicacions
L'estructura única de la suberina i la singularitat d'alguns dels seus monòmers constituents obre una perspectiva a múltiples usos. Per exemple, la suberina és part important del suro. A causa de les propietats donades per les parets de la cèl·lules suberitzades i la seva estructura associada al suro, té propietats com: baixa densitat, baixa permeabilitat als gasos i l'aigua, baixa conductivitat tèrmica (la qual cosa protegeix l'arbre contra els incendis), alta elasticitat i estabilitat química. Per això el suro ha estat utilitzat en una miríada de productes entre els quals destaquen els panells per parets i pisos, i segelladors de motors (en combinació amb neoprens). A més, els productes de la suberina poden tenir aplicacions farmacèutiques; s'ha vist que la suberina inhibeix la mutagènesi i actua com un absorbent de la carcinogènesi.